# Ermis Aradippou
Ermis Aradippou (griechisch Ερμής Αραδίππου) ist ein zypriotischer Fußballklub aus Aradippou, einer Stadtrandsiedlung von Larnaka. Der Verein spielt in der First Division.

## Geschichte
Der Klub wurde 1958 gegründet und spielte meistens zweitklassig, jedoch auch einige Male in der ersten Division (1983/84, 1985/86, 1986/87, 2001/02). Nach dem Wiederaufstieg 2008 gelang es ihnen, vier Jahre in der ersten Division zu verbleiben. In der Saison 2011/12 folgte dann jedoch mit dem letzten Platz bei gerade einmal 7 Punkten aus 26 Partien der Abstieg in die zweite Liga. Seit der Saison 2013/14 spielt der Verein wieder in der First Division.
Sie tragen ihre Heimspiele im Aradippou-Stadion aus, das sie sich mit ihrem Lokalrivalen Omonia Aradippou teilen, der in der zweiten Division spielt. Neben der 1. Mannschaft unterhält der Verein auch eine Nachwuchsakademie.

## Erfolge
- Zyprischer Supercupsieger: 2014
- Finalist Zyprischer Fußballpokal: 2014
- Zyprischer Zweitligameister (3): 1983, 1985, 2009

## Europapokalbilanz
| Saison  | Wettbewerb         | Runde                  | Gegner         | Gesamt | Hin     | Rück    |
| ------- | ------------------ | ---------------------- | -------------- | ------ | ------- | ------- |
| 2014/15 | UEFA Europa League | 3. Qualifikationsrunde | BSC Young Boys | 0:3    | 0:1 (A) | 0:2 (H) |

Gesamtbilanz: 2 Spiele, 2 Niederlagen, 0:3 Tore (Tordifferenz −3)